# Balhannah
Balhannah is een plaats in de Australische deelstaat Zuid-Australië.